# Coelioxys nodis
Coelioxys nodis là một loài Hymenoptera trong họ Megachilidae. Loài này được Baker mô tả khoa học năm 1975.